# Franz Maximilian Kaňka

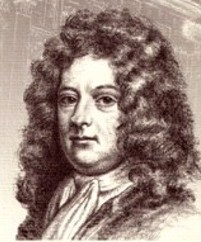
Franz Maxmilian Kaňka

Franz Maximilian Kaňka (tschechisch: František Maximilián Kaňka; * 9. August 1674 in Prag; † 14. Juli 1766, ebenda) war ein Architekt des klassizistischen Barocks in Böhmen.

## Familie
Franz Maximilians Eltern waren der Prager Baumeister Veit (tschechisch: Vít) Kaňka (* 1650 in Prag, verstorben 1727 ebenda) und dessen Ehefrau Katharina. Um 1700 heiratete er Ludmilla Rozmiller (1674–1736), mit der er zwei Töchter und zwei Söhne hatte. Nach Ludmillas Tod vermählte er sich 1737 mit Katharina Mala von Tulechov († 1774), die eine Tochter und zwei Söhne gebar. Sohn Johann Nepomuk wurde ein bekannter Jurist und Komponist.
Auch Franz Maximilians Brüder waren künstlerisch tätig:
- Andreas (1681–1734) war Maler und Vergolder
- Anton (* 1684) war Goldschmied und
- Johann Wenzel (* 1685) war Baumeister.

## Werdegang

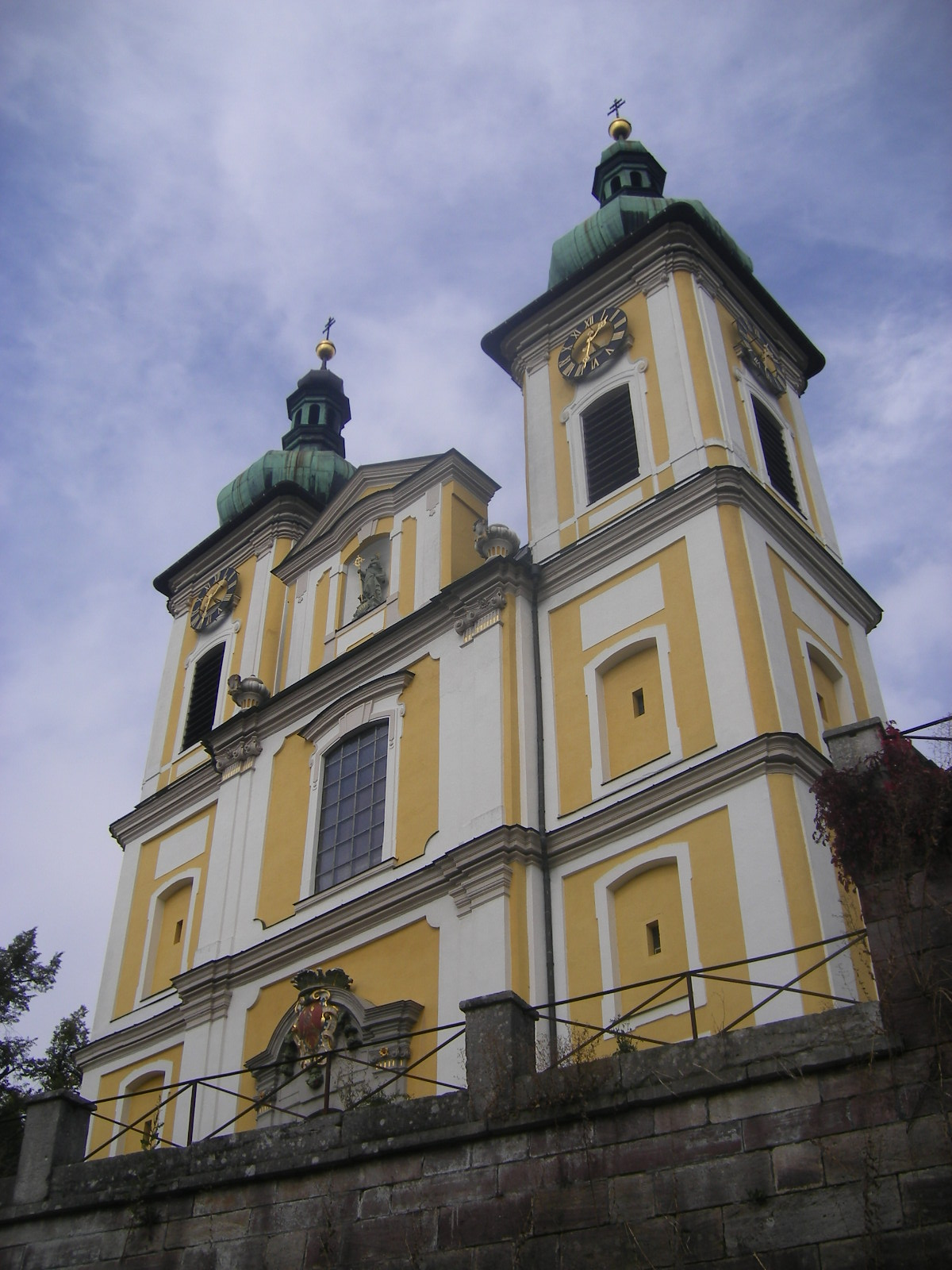
Donaueschinger Stadtkirche

Kaňkas Ausbildung erfolgte im Baugeschäft seines Vaters Veit Kaňka, in dessen Atelier er schon in jungen Jahren an Entwürfen mitarbeitete. Um 1700 machte er sich als Baumeister selbständig, vornehmlich für den Landadel in Böhmen, errichtete aber auch zahlreiche Kirchenbauten in Prag und in Böhmen, daneben Profanbauten als eher konservativer Künstler auf dem Höhepunkt des Barock in Böhmen mit großer Bedeutung für den Prager Palastbau.
Im Auftrag des Landgrafen Fürstenberg entwarf er die Pläne für die Stadtkirche in Donaueschingen. Seine Bauprojekte realisierte er nach eigenen und fremden Entwürfen und arbeitete auch mit anderen Baumeistern und den Architekten Giovanni Battista Alliprandi, Kilian Ignaz Dientzenhofer, Johann Blasius Santini-Aichl, Matthias Bernhard Braun und Wenzel Lorenz Reiner, mit denen er auch befreundet war, an gemeinsamen Entwürfen zusammen.
Seine Aufträge erhielt er vor allem aus dem böhmischen Landadel, aber auch von Klöstern und anderen kirchlichen Institutionen. 1708 trat er in die Dienste der Familie Czernin von und zu Chudenitz. Auch die Adelsfamilien Liechtenstein-Kastelkorn, von Vrtba, Grafen von Mansfeld, Trauttmansdorff, Kinsky und Waldstein erteilten ihm Bauaufträge.
Kaňkas Architektur, die er durch dekorative Akzente wie Giebel, Portale und Türme bereicherte, war gemäßigt-konservativ. Zudem soll er ein sicheres Gefühl für die Einfügung eines Baus in die vorgegebene Umgebung gehabt haben.
Zusammen mit dem Maler Michael Wenzel Halbax (auch Halwachs u. ä.) (1661–1711) und dem Bildhauer Franz Preiß (* um 1660, verstorben 1712 in Prag) unternahm er 1709 den vergeblichen Versuch, in Prag eine Kunstakademie zu gründen. Kaiser Karl VI. ernannte ihn 1724 zum Hofarchitekten. Die damalige „Deutsche Gesellschaft für Wissenschaft, Kunst und Literatur“ in Prag benannte nach ihm die „Kanka-Stiftung“.

## Werke (Auswahl)

### In Prag

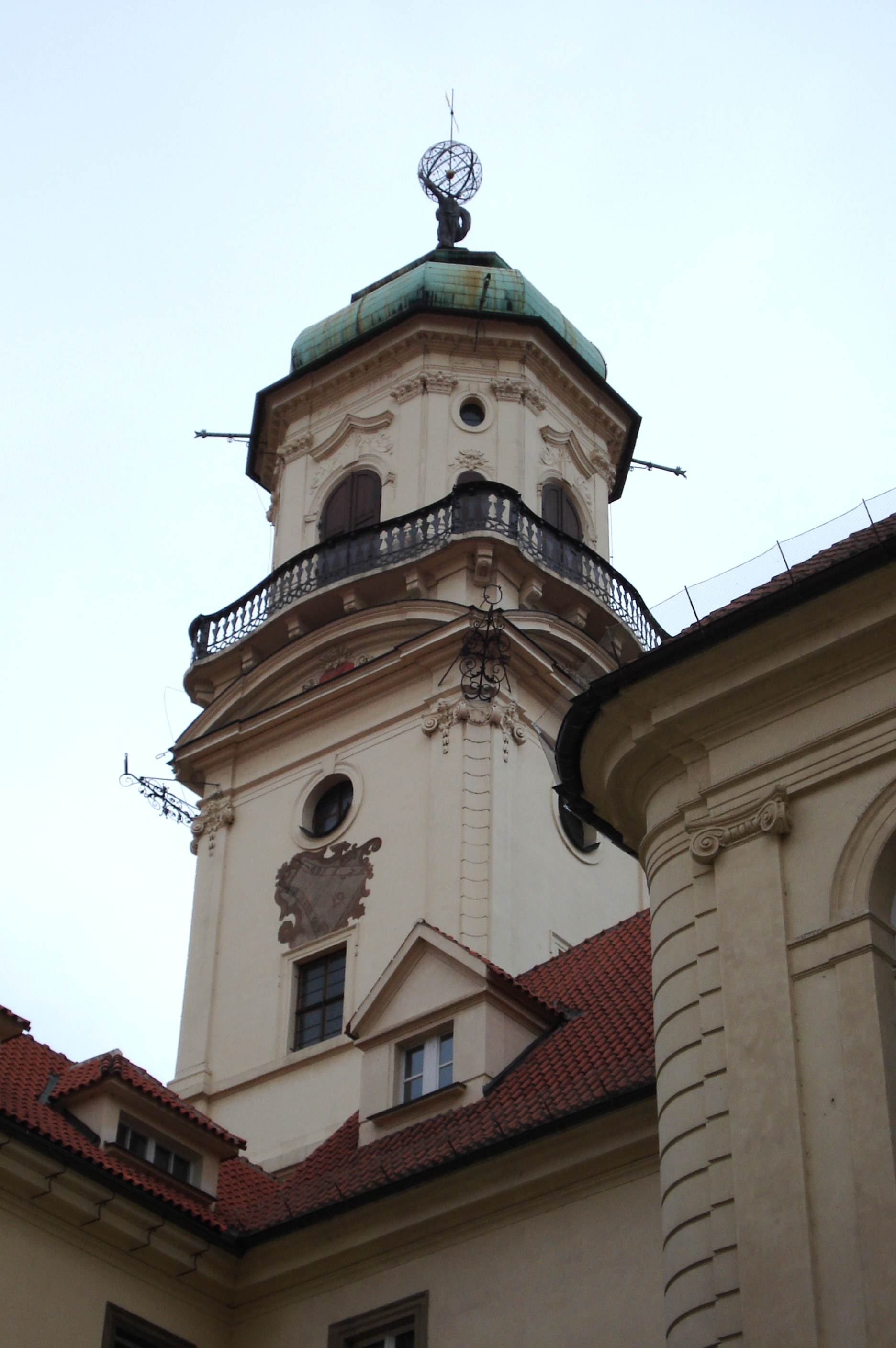
Astronomischer Turm des Clementinums

- Clementinum: Astronomischer Turm, Spiegelkapelle und Bibliothekssaal (1723–1724)
- Carolinum: Umbauarbeiten (1715–1718)
- Prager Altstadt: Benediktinerkonvent an der Niklaskirche (zusammen mit Kilian Ignaz Dientzenhofer)
- Prager Neustadt: Kirche Mariä Himmelfahrt und Karl der Große, Stiftskirche des Augustiner-Chorherrenstifts Karlshof (1737–1741)
- Prager Burg: Castrum doloris im Veitsdom für Hermann Jakob Czernin von Chudenitz (1710)
- Prager Burg: Johann-Nepomuk-Kapelle in der Basilika St. Georg (um 1715)
- Palais Czernin: Umbau mit der monumentalen Treppe (1717–1733)
- Vtrba-Palais: Pläne für den Terrassengarten (Vtrbovská zahrada)
- Schloss Vinoř (Prag-Vinoř) (1719–1723)
- Schloss Zbraslav: Konventsgebäude (nach Plänen von Santini-Aichl)

### In Böhmen

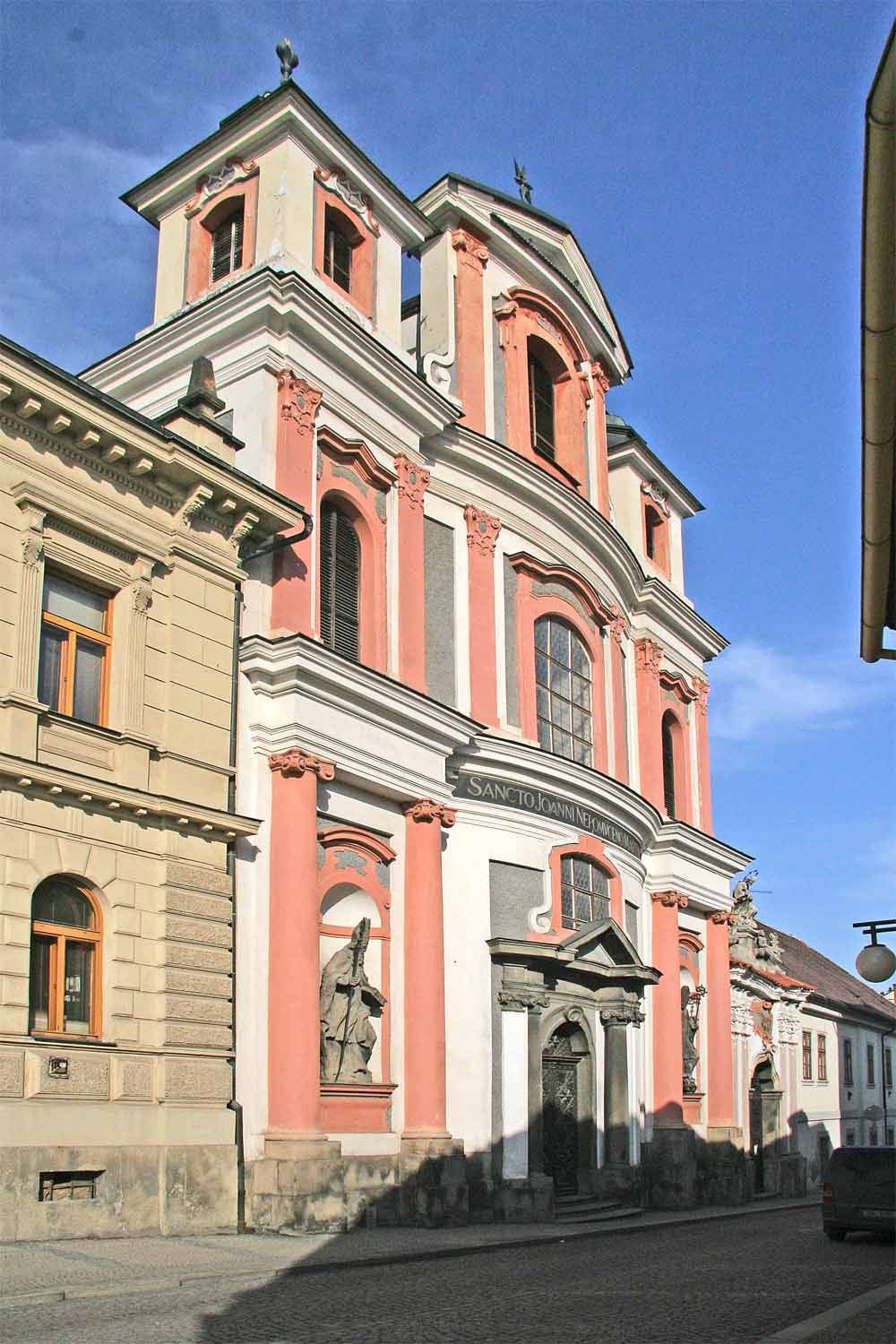
Johannes-von-Nepomuk-Kapelle in Kuttenberg

- Schloss Karlskrone: Bauleitung (nach Plänen von Santini-Aichl)
- Schloss Liběchov: Umbau für Johann Joachim Pachta von Reihofen (1725–1730)
- Schloss Jemniště: Schloss für Franz Adam von Trautmannsdorf (1724)
- Schloss Konopiště: Barockisierung des Schlosses für Jan Josef von Vrtba
- Kuttenberg: Johannes-von-Nepomuk-Kapelle (1734–1754)
- Leitomischl: Piaristenkirche zur Kreuzauffindung (von Alliprandi begonnen)
- Schloss Litomyšl: Umgestaltung im Stil des Klassizismus
- Prusing, Umbau der Kirche Jakobus d. Ä (1722)
- Schloss Schönhof: Barockisierung (1720–1724)
- Kloster Třebíč: Restaurierung der Klosterkirche (1725–1737)
- Schloss Veltrusy: Barockschloss für Wenzel Anton Graf Chotek von Chotkow

### Außerhalb Böhmens
- Wien: Johannes von Nepomuk-Kapelle am Gartenpalais Czernin (1709–1712)
- Donaueschingen: Entwurf für die Stadtkirche (1724)